# Viktor Khryapa
Viktor Vladimirovitch Khryapa, (en russe Виктор Владимирович Хряпа) né le 3 août 1982 à Kiev en RSS d'Ukraine, est un joueur russe de basket-ball.

## Biographie
Pour sa deuxième saison avec le CSKA Moscou il participe au Final Four de l'Euroligue 2004 qui se déroule sur le parquet du futur vainqueur, le Maccabi Tel-Aviv.
Il est sélectionné en 22e position par les Nets du New Jersey lors de la Draft 2004 de la NBA, il est échangé par les Nets et part jouer en NBA aux Trail Blazers de Portland. Il fait ensuite partie d'un échange qui le conduit aux Bulls de Chicago. Après avoir essuyé le banc toute la saison, il rejoint sa sélection nationale, l'équipe de Russie pour participer au Championnat d'Europe 2007 en Espagne. Là, la sélection de David Blatt déjoue tous les pronostics en remportant le titre face aux Espagnols, champions du monde en titre, après avoir éliminé auparavant la France et la Lituanie.
Le 7 février 2008, les Bulls se séparent de Khryapa qui rejoint le CSKA.
En 2010, il est nommé meilleur défenseur de la saison en Euroligue. Il est aussi meilleur joueur du mois de mars lors de cette saison et membre de la All-Euroleague First Team.
En mai 2012, il resigne avec le CSKA pour un contrat de deux ans (avec une année en option). Khryapa est nommé meilleur joueur des deuxième et quatrième journées des quarts de finale de l'Euroligue 2012-2013 avec une évaluation de 25 (9 points, 9 rebonds, 5 passes décisives et 2 interceptions), puis 29 (19 points, 12 rebonds, 4 passes décisives), et le CSKA se qualifie pour le Final 4 en battant Saski Baskonia-Caja Laboral.
En février 2014, il réussit presque un triple-double en Euroligue avec 10 points, 10 rebonds et 8 passes décisives, performance jamais encore réalisée.
En juin 2018, Khryapa quitte le CSKA.

## Palmarès

### Club
- Champion de Russie 2003, 2004, 2008, 2009, 2010, 2011 et 2012.
- Vainqueur et meilleur joueur de la Coupe de Russie en 2009-2010.
- Euroligue : vainqueur en 2008, vainqueur en 2015-2016.
- Finaliste en 2009 et 2012, participe au final four en 2003, 2004 et 2010.

### Sélection nationale
- Tournoi Olympique de basket-ball masculin
  -  Médaille de bronze aux Jeux olympiques 2012 de Londres.
- Championnat d'Europe de basket-ball
  -  Médaille d'or du Championnat d'Europe 2007 en Espagne
  -  Médaille de bronze du Championnat d'Europe 2011 en Lituanie.